# Gösta Falck
Gösta Alvar Falck, född 28 april 1920 i Svarteborgs församling, Göteborgs och Bohus län, död 6 augusti 2006 i Algutstorps församling, Västra Götalands län, var en svensk målare och musiker.
Falck var som målare autodidakt. Som ung spelade Falck fiol i en orkester. När han inledde sin konstnärsbana målade han mest föreställande motiv såsom mjukt hållna landskap från Bohuslän och blomsterstilleben i olja eller akvarell, under 1960-talet förändrade han formspråket till en mer abstrakt målning. Han är begraven på Södra Härene kyrkogård.